# Giovanni Battista Brusasorci
Pour les articles homonymes, voir Giovanni Battista Riccio et Riccio.
Giovanni Battista Brusasorci ou Giovanni Battista Riccio, né à Vérone en 1544 est une peintre italien de l'école véronaise, actif au XVIe siècle, 

## Biographie
Giovanni Battista Brusasorci est le fils de Domenico Riccio, le frère de Cecilia Brusasorci (1549-1593) et Felice (1539-1605), eux aussi peintres.
Élève de Paul Véronèse, il fut appelé en Allemagne par Charles V et resta attaché à sa cour jusqu'à sa mort.

## Sources
- x